# Weiz (distrito)
| Distrito de Weiz                                     |                                          |
| Estado                                               | Estíria                                  |
| Capital                                              | Weiz                                     |
| Área                                                 | 1098 km²                                 |
| População                                            | 92.373 habitantes (1 de janeiro de 2023) |
| Densidade                                            | 84 hab./km²                              |
| Website                                              | Site oficial                             |
| Localização de Distrito de Weiz no estado de Estíria |                                          |
|                                                      |                                          |

Weiz (em alemão: Bezirk Weiz) é um distrito da Áustria, localizado no estado da Estíria.

## Cidades e municípios
Weiz possui 31 municípios, sendo 2 com estatuto de cidade, 8 com direito de mercado (Marktgemeinde) e o restante municípios comuns.

### Cidade
- Gleisdorf
- Weiz

### Mercados (Marktgemeinde)
- Anger
- Birkfeld
- Markt Hartmannsdorf
- Passail
- Pischelsdorf am Kulm
- St. Margarethen an der Raab
- Sankt Ruprecht an der Raab
- Sinabelkirchen

### Municípios
- Albersdorf-Prebuch
- Fischbach
- Fladnitz an der Teichalm
- Floing
- Gasen
- Gersdorf an der Feistritz
- Gutenberg
- Hofstätten an der Raab
- Ilztal
- Ludersdorf-Wilfersdorf
- Miesenbach bei Birkfeld
- Mitterdorf an der Raab
- Mortantsch
- Naas
- Puch bei Weiz
- Ratten
- Rettenegg
- St. Kathrein am Hauenstein
- Sankt Kathrein am Offenegg
- Strallegg
- Thannhausen